# Alison Van Uytvanck
Alison Van Uytvanck, née le 26 mars 1994 à Vilvorde, est une joueuse de tennis belge professionnelle de 2010 à 2024. Elle a remporté cinq titres en simple et deux titres en double sur le circuit WTA.

## Biographie
Alison Van Uytvanck commence à jouer au tennis à l'âge de 5 ans. Cette passion lui a été inspirée par les deux grandes championnes belges que sont Kim Clijsters et Justine Henin. Alison Van Uytvanck parle le néerlandais, l'anglais, le français et un peu d'allemand.

### Vie privée
Alison Van Uytvanck est ouvertement lesbienne. Elle a été en couple avec la joueuse de tennis belge Greet Minnen jusqu'en octobre 2021.

## Carrière tennistique

### 2011

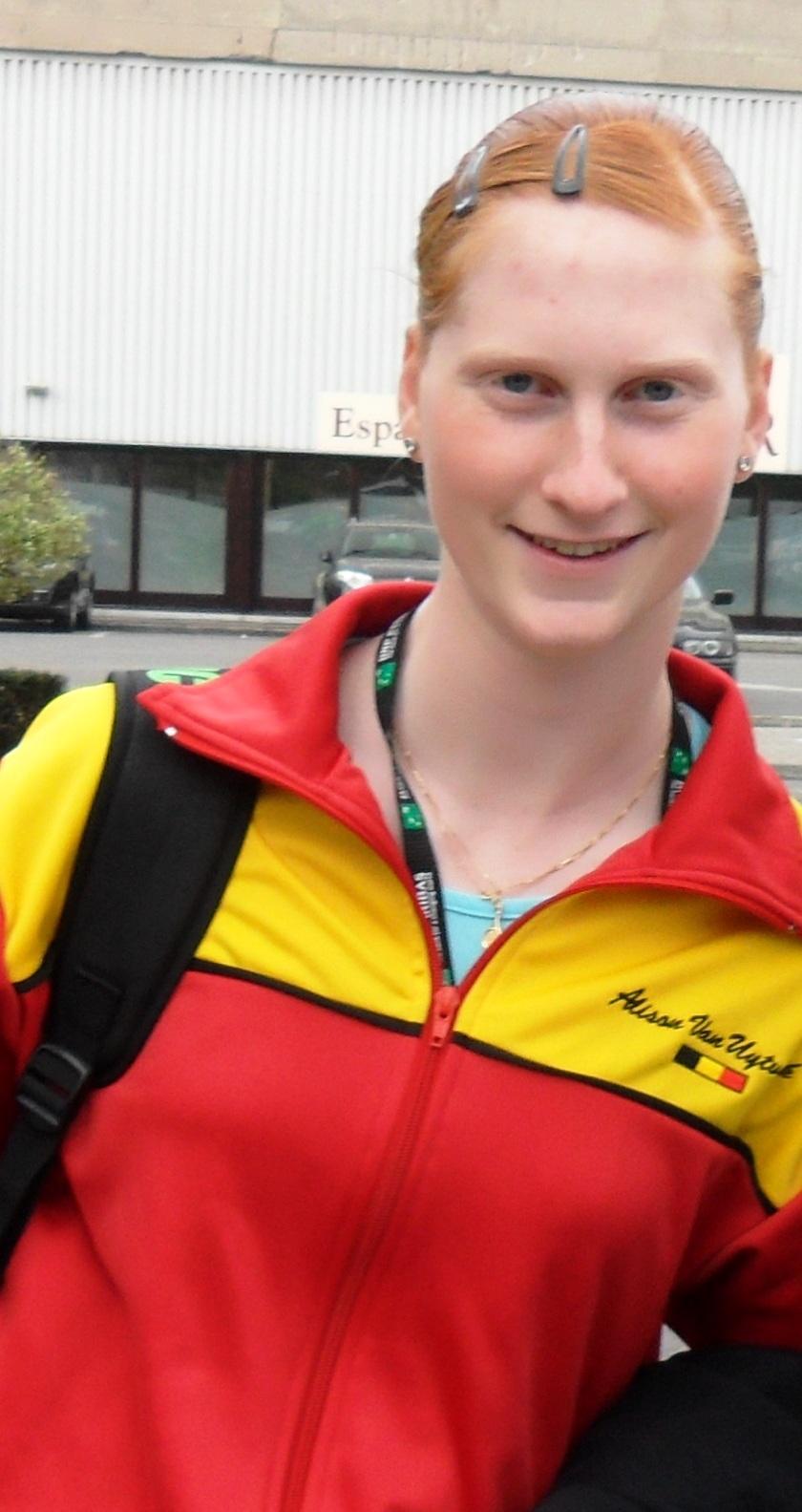
Alison Van Uytvanck en Fed Cup 2011.

Durant la saison 2011, Alison Van Uytvanck gagne quatre tournois ITF (à Vale Do Lobo, Dijon, Edinburgh et Sunderland). Elle atteint également la finale du tournoi ITF de Tessenderlo.
En mai, à l'Open de Bruxelles, la jeune joueuse belge sort des qualifications. Au 1er tour, elle bat la joueuse suisse Patty Schnyder, ancienne 7e joueuse mondiale, en trois sets : 6-3, 2-6, 6-2. Au second tour, elle s'incline non sans gloire face à sa compatriote Yanina Wickmayer sur le score de 7-6, 6-4.
Un mois plus tard, à l'Open de Rosmalen, elle réitère la même performance de sortir des qualifications et s'incline contre Alexandra Dulgheru, 36e joueuse mondiale sur le score serré de 7-5, 7-6.

### 2012
En 2012, deux autres tournois ITF s'ajoutent à son palmarès. La joueuse belge continue son ascension dans le classement WTA.
En février, elle est appelée par Ann Devries, capitaine de l'équipe belge de Fed Cup, aux côtés de Yanina Wickmayer, Kirsten Flipkens et Tamaryn Hendler. Associée à Yanina, elle perd en trois sets le double décisif qui prive la Belgique d'une demi-finale.
C'est une nouvelle fois à l'Open de Bruxelles qu'elle peut s'illustrer à son meilleur niveau en écartant deux joueuses du top 50. Alison Van Uytvanck s'offre une place en quart de finale où elle s'incline contre la lauréate du tournoi Agnieszka Radwańska.

### 2013
La saison 2013 commence par une demi-finale au tournoi ITF de Glasgow et par un titre à celui d'Andrézieux-Bouthéon. En février, elle est appelée aux côtés de Yanina Wickmayer, de Kirsten Flipkens et d'Ysaline Bonaventure pour défendre les couleurs de la Belgique contre la Suisse en Fed Cup. Elle profite du forfait de Kirsten pour jouer le dernier simple qu'elle perd face à Stefanie Vögele. En mars, elle s'incline en finale du tournoi ITF de Sunderland face à Anna-Lena Friedsam et remporte le double du tournoi ITF de Croissy-Beaubourg avec Anna-Lena Friedsam.
En avril, elle joue les barrages du groupe mondial II de la Fed Cup. Elle perd ses deux matches de simple face à Agnieszka Radwańska et sa sœur Urszula Radwańska. Elle se réconforte en remportant le tournoi ITF de Chiasso.
Elle est à nouveau invitée dans le tableau final de l'Open de Bruxelles mais s'incline cette fois au premier tour face à Yulia Putintseva. Sa participation au tournoi belge l'empêche de prendre part aux qualifications de Roland Garros. Elle entame dès lors sa saison sur gazon à Nottingham où elle s'incline au premier tour. La semaine suivante, elle parvient à sortir des qualifications du Classic de Birmingham et réalise une belle performance en écartant au premier tour la 11e tête de série Ayumi Morita, 49e mondiale, mais elle s'incline au tour suivant face à une autre qualifiée, Maria Sanchez. Elle échoue au deuxième tour des qualifications du tournoi du Grand Chelem de Wimbledon puis au troisième tour des qualifications de l'US Open mais ces résultats lui permettent d'entrer dans le top 150.
En septembre, elle réalise deux bons tournois au Royaume-Uni, remportant celui de Shrewsbury et atteignant la finale de celui de Loughborough la semaine suivante. En fin de saison, elle atteint les demi-finales du tournoi ITF de Taipei. Elle participe ensuite à l'Open de Taïwan où elle atteint la finale en simple et également en double avec Anna-Lena Friedsam. Elle s'impose en finale du simple face à sa compatriote Yanina Wickmayer, 59e mondiale et tête de série no 2, pour remporter son premier titre en catégorie WTA 125. Elle s'incline en finale du double face à Caroline Garcia et Yaroslava Shvedova. Grâce à ces bons résultats, elle entre pour la première fois dans le top 100 mondial à la 100e place.

### 2014

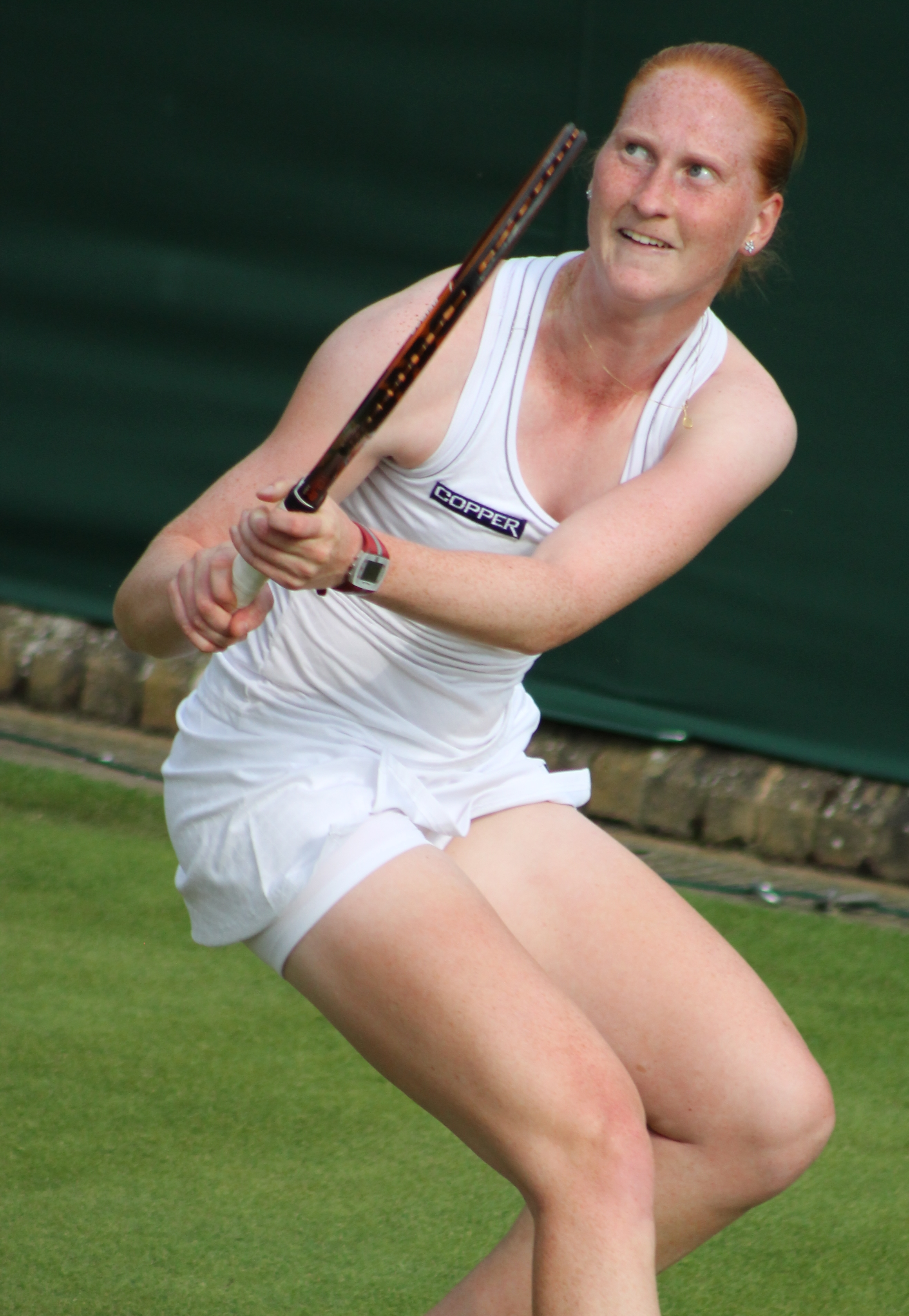
Alison Van Uytvanck à Wimbledon 2014.

Alison Van Uytvanck commence sa saison par le tournoi de Hobart où elle se qualifie pour le tableau principal mais s'incline au premier tour face à l'Australienne Casey Dellacqua. Elle participe ensuite à l'Open d'Australie, son premier tournoi du Grand Chelem, où elle rentre directement dans le tableau final mais perd au premier tour face à la Française Virginie Razzano.
En février, elle se qualifie pour l'Open de Rio de Janeiro où elle atteint le second tour en battant Johanna Larsson puis à Florianópolis où elle atteint les quarts de finale en écartant Hsieh Su-Wei et Paula Ormaechea. Elle remonte alors dans le top 100 mondial.
À Wimbledon, elle passe le premier tour en battant Monica Niculescu puis réalise un bon match face à la 10e tête de série Dominika Cibulková mais s'incline en 3 sets (6-3, 3-6, 6-8).
À l'US Open, elle perd au premier tour en simple contre Varvara Lepchenko et en double, associée à Yanina Wickmayer.
En septembre, elle participe au tournoi de Hong Kong où elle atteint les demi-finales en battant la 2e tête de série Daniela Hantuchová au 2e tour. Elle s'y incline face à la 3e tête de série Karolína Plíšková en 3 sets (1-6, 6-4, 4-6).
Alison Van Uytvanck participe encore au tournoi de Luxembourg où elle bat Stefanie Vögele au premier tour. Elle termine la saison à la 80e place mondiale. En novembre, elle ne défend pas son titre à Taïwan et redescent au-delà de la 100e place.

### 2015

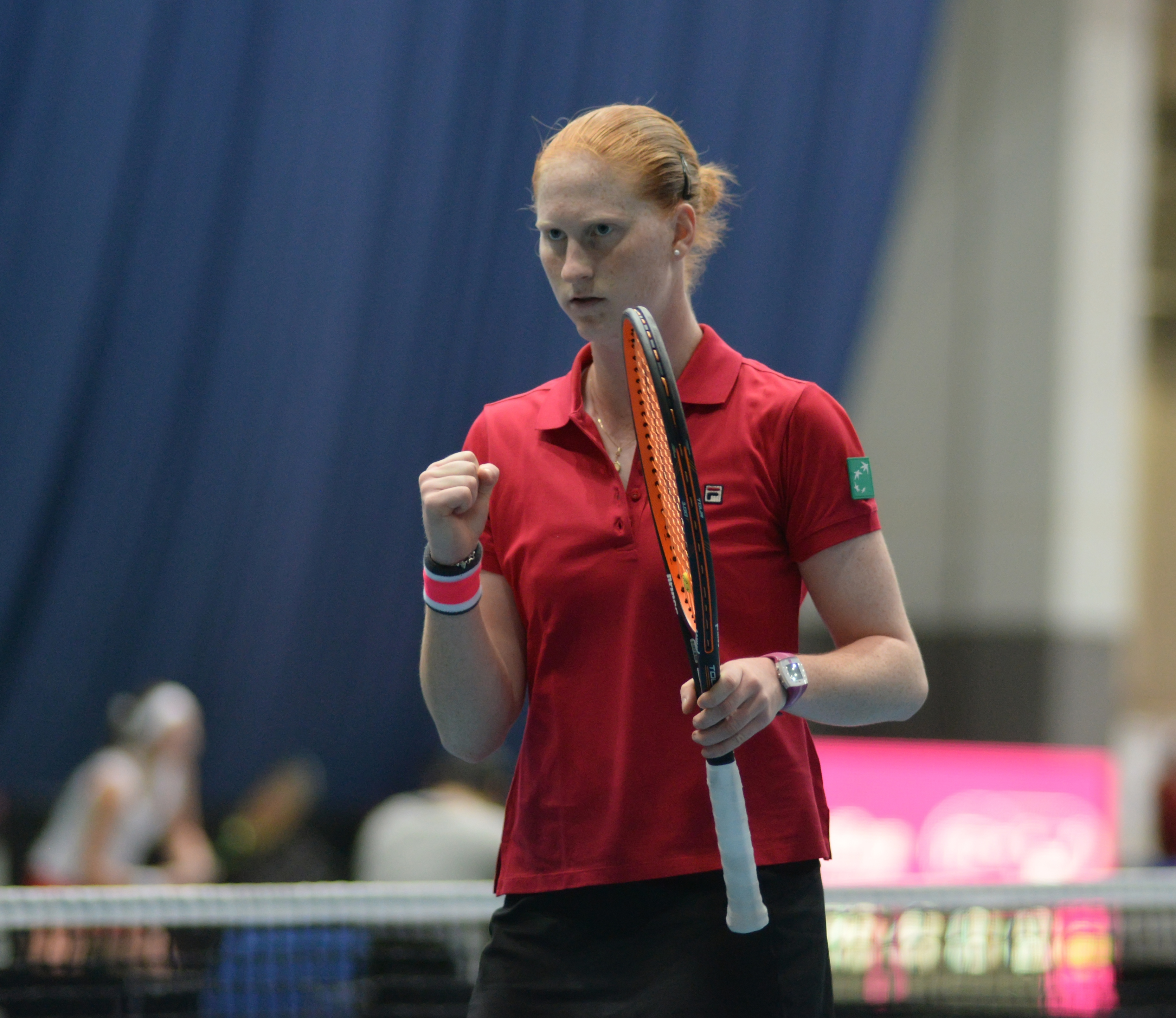
Alison Van Uytvanck à Moscou en Fed Cup.

Alison Van Uytvanck commence sa saison par les qualifications à Auckland et Hobart mais ne parvient pas à entrer dans le tableau final. À l'Open d'Australie, elle tombe au premier tour contre la no 1 mondiale Serena Williams et s'incline logiquement.
Après sa participation à la Fed Cup, elle est invitée au tournoi d'Anvers où elle élimine la 47e mondiale Magdaléna Rybáriková puis accroche la 12e joueuse mondiale Andrea Petkovic contre qui elle s'incline en 3 sets et 3 h 20 de jeu après avoir perdu 8 balles de match en sa faveur (67-7, 7-65, 6-2). L'Allemande remporte finalement le tournoi. Alison Van Uytvanck est également alignée en double avec An-Sophie Mestach. Elles parviennent à se hisser en finale en profitant du forfait des deuxièmes têtes de série au second tour. Elles affrontent en finale les Espagnoles Anabel Medina Garrigues et Arantxa Parra Santonja contre qui elles s'inclinent au super tie-break (6-4, 3-6, [10-5]).
Alison Van Uytvanck se qualifie dans le tableau final de l'Open d'Indian Wells et celui de l'Open de Miami où elle atteint à chaque fois le second tour. Elle atteint ensuite les demi-finales de l'Open de Katowice où elle s'incline face à Anna Karolína Schmiedlová. Elle se qualifie encore pour les tournois de Marrakech et de Nuremberg mais s'y incline au premier tour.
Pour débuter Roland-Garros, elle retrouve Anna Karolína Schmiedlová et prend sa revanche face à la Slovaque en sauvant 11 balles d'égalisation dans le second set (7-64, 7-67). Au tour suivant, elle affronte la 32e tête de série Zarina Diyas contre qui elle s'impose en 3 sets après avoir perdu le premier sans marquer de jeu (0-6, 6-1, 6-4). Au 3e tour, elle joue face à la Française Kristina Mladenovic et remporte plus facilement son match (6-4, 6-1). Elle bat ensuite la Roumaine Andreea Mitu pour atteindre les quarts de finale. Elle devient alors la première joueuse belge à atteindre les quarts de finale de Roland-Garros depuis la victoire de Justine Henin en 2007. Elle s'incline finalement face à la Suissesse Timea Bacsinszky en quart de finale. Son beau parcours lui permet de monter au classement WTA et d'intégrer le top 50 pour la première fois.

### 2018
Le 5 juillet 2018 à Wimbledon, Alison Van Uytvanck bat au deuxième tour la no 3 mondiale Garbiñe Muguruza en trois sets (5-7, 6-2, 6-1).

### 2021
Elle remporte en octobre l'Astana Open, obtenant ainsi son cinquième titre WTA.

### 2022
Durant le mois de juin, elle remporte le tournoi de Gaiba en battant en finale l'Italienne Sara Errani (6-4, 6-3). C'est le premier titre gagné sur gazon de sa carrière en catégorie WTA 125.

## Palmarès

### Titres en simple dames
| No | Date       | Nom et lieu du tournoi                           | Catégorie | Dotation  | Surface         | Finaliste           | Score         |          |
| -- | ---------- | ------------------------------------------------ | --------- | --------- | --------------- | ------------------- | ------------- | -------- |
| 1  | 11-09-2017 | Coupe Banque Nationale présentée par IGA, Québec | Intern'l  | 250 000 $ | Moquette (int.) | Tímea Babos         | 5-7, 6-4, 6-1 | Parcours |
| 2  | 19-02-2018 | Hungarian Ladies Open, Budapest                  | Intern'l  | 250 000 $ | Dur (int.)      | Dominika Cibulková  | 6-3, 3-6, 7-5 | Parcours |
| 3  | 18-02-2019 | Hungarian Ladies Open, Budapest                  | Intern'l  | 250 000 $ | Dur (int.)      | Markéta Vondroušová | 1-6, 7-5, 6-2 | Parcours |
| 4  | 23-09-2019 | Tachkent Open, Tachkent                          | Intern'l  | 226 750 $ | Dur (ext.)      | Sorana Cîrstea      | 6-2, 4-6, 6-4 | Parcours |
| 5  | 27-09-2021 | Astana Open, Nour-Soultan                        | WTA 250   | 235 238 $ | Dur (int.)      | Yulia Putintseva    | 1-6, 6-4, 6-3 | Parcours |

### Titres en double dames
| No | Date       | Nom et lieu du tournoi                     | Catégorie | Dotation  | Surface    | Partenaire   | Finalistes                          | Score     |          |
| -- | ---------- | ------------------------------------------ | --------- | --------- | ---------- | ------------ | ----------------------------------- | --------- | -------- |
| 1  | 15-10-2018 | BGL BNP Paribas Luxembourg Open Luxembourg | Intern'l  | 226 750 $ | Dur (int.) | Greet Minnen | Vera Lapko Mandy Minella            | 7-63, 6-2 | Parcours |
| 2  | 13-09-2021 | BGL BNP Paribas Luxembourg Open Luxembourg | WTA 250   | 235 238 $ | Dur (int.) | Greet Minnen | Erin Routliffe Kimberley Zimmermann | 6-3, 6-3  | Parcours |

### Finales en double dames
| No | Date       | Nom et lieu du tournoi                  | Catégorie | Dotation  | Surface      | Vainqueures                          | Partenaire        | Score            |          |
| -- | ---------- | --------------------------------------- | --------- | --------- | ------------ | ------------------------------------ | ----------------- | ---------------- | -------- |
| 1  | 09-02-2015 | BNP Paribas Fortis Diamond Games Anvers | Premier   | 731 000 $ | Dur (int.)   | Anabel Medina Arantxa Parra Santonja | An-Sophie Mestach | 6-4, 3-6, [10-5] | Parcours |
| 2  | 16-05-2021 | Serbia Ladies Open Belgrade             | WTA 250   | 235 238 $ | Terre (ext.) | Aleksandra Krunić Nina Stojanović    | Greet Minnen      | 6-0, 6-2         | Parcours |

### Titres en simple en WTA 125
| No | Date       | Nom et lieu du tournoi                                             | Catégorie | Dotation  | Surface         | Finaliste        | Score    |          |
| -- | ---------- | ------------------------------------------------------------------ | --------- | --------- | --------------- | ---------------- | -------- | -------- |
| 1  | 04-11-2013 | OEC Taipei WTA Ladies Open, Taïwan                                 | WTA 125   | 125 000 $ | Moquette (int.) | Yanina Wickmayer | 6-4, 6-2 | Parcours |
| 2  | 13-12-2021 | Open BLS de Limoges, Limoges                                       | WTA 125   | 115 000 $ | Dur (int.)      | Ana Bogdan       | 6-2, 7-5 | Parcours |
| 3  | 13-06-2022 | Veneto Open - Internazionali Confindustria Venezia e Rovigo, Gaiba | WTA 125   | 115 000 $ | Gazon (ext.)    | Sara Errani      | 6-4, 6-3 | Parcours |

### Finale en simple en WTA 125
| No | Date       | Nom et lieu du tournoi               | Catégorie | Dotation  | Surface      | Vainqueure         | Score         |          |
| -- | ---------- | ------------------------------------ | --------- | --------- | ------------ | ------------------ | ------------- | -------- |
| 1  | 29-07-2019 | Liqui Moly Open Karlsruhe, Karlsruhe | WTA 125   | 115 000 $ | Terre (ext.) | Patricia Maria Țig | 3-6, 6-1, 6-2 | Parcours |

### Finales en double en WTA 125
| No | Date       | Nom et lieu du tournoi              | Catégorie | Dotation  | Surface         | Vainqueures                        | Partenaire         | Score            |          |
| -- | ---------- | ----------------------------------- | --------- | --------- | --------------- | ---------------------------------- | ------------------ | ---------------- | -------- |
| 1  | 04-11-2013 | OEC Taipei WTA Ladies Open Taïwan   | WTA 125   | 125 000 $ | Moquette (int.) | Caroline Garcia Yaroslava Shvedova | Anna-Lena Friedsam | 6-3, 6-3         | Parcours |
| 2  | 10-05-2022 | Liqui Moly Open Karlsruhe Karlsruhe | WTA 125   | 115 000 $ | Terre (ext.)    | Mayar Sherif Panna Udvardy         | Yana Sizikova      | 5-7, 6-4, [10-2] | Parcours |

## Palmarès ITF

### Titres en simple
| #   | Date              | Tournoi                            | Surface    | Dotation  | Adversaire           | Score          |
| --- | ----------------- | ---------------------------------- | ---------- | --------- | -------------------- | -------------- |
| 1.  | 7 février 2011    | Vale Do Lobo, Portugal             | Dur        | 10 000 $  | Elitsa Kostova       | 6-4, 4-6, 6-2  |
| 2.  | 7 mars 2011       | Dijon, France                      | Dur        | 10 000 $  | Claire Feuerstein    | 6-2, 6-3       |
| 3.  | 2 mai 2011        | Édimbourg, Royaume-Uni             | Terre      | 10 000 $  | Justyna Jegiołka     | 65-7, 6-4, 6-2 |
| 4.  | 31 octobre 2011   | Sunderland, Royaume-Uni            | Dur        | 10 000 $  | Tara Moore           | 6-4, 6-1       |
| 5.  | 9 janvier 2012    | Glasgow, Royaume-Uni               | Dur        | 10 000 $  | Francesca Stephenson | 6-3, 6-0       |
| 6.  | 5 novembre 2012   | Équeurdreville-Hainneville, France | Dur        | 25 000 $  | Julie Coin           | 6-1, 3-6, 6-3  |
| 7.  | 21 janvier 2013   | Andrézieux-Bouthéon, France        | Dur        | 25 000 $  | Ana Vrljić           | 6-1, 6-4       |
| 8.  | 22 avril 2013     | Chiasso, Suisse                    | Terre      | 25 000 $  | Katarzyna Kawa       | 7-62, 6-3      |
| 9.  | 16 septembre 2013 | Shrewsbury, Royaume-Uni            | Dur (int.) | 25 000 $  | Marta Sirotkina      | 7-5, 6-1       |
| 10. | 11 juillet 2016   | Stockton, États-Unis               | Dur        | 50 000 $  | Anastasia Pivovarova | 6-3, 3-6, 6-2  |
| 11. | 26 septembre 2016 | Las Vegas, États-Unis              | Dur        | 50 000 $  | Sofia Kenin          | 3-6, 7-64, 6-2 |
| 12. | 14 juin 2021      | Nottingham, Royaume-Uni            | Gazon      | 100 000 $ | Arina Rodionova      | 6-0, 6-4       |
| 13. | 30 mai 2022       | Surbiton, Royaume-Uni              | Gazon      | 100 000 $ | Arina Rodionova      | 7-63, 6-2      |
| 14. | 2 octobre 2023    | Reims, France                      | Dur (int.) | 25 000 $  | Julia Avdeeva        | 6-4, 6-4       |
| 15. | 15 avril 2024     | Hammamet, Tunisie                  | Terre      | 25 000 $  | Sada Nahimana        | 6-4, 6-2       |
| 16. | 3 juin 2024       | Surbiton, Royaume-Uni              | Gazon      | 100 000 $ | Emily Appleton       | 6-4, 6-3       |

### Finales en simple
| #  | Date              | Tournoi                   | Surface         | Dotation  | Adversaire           | Score         |
| -- | ----------------- | ------------------------- | --------------- | --------- | -------------------- | ------------- |
| 1. | 18 avril 2011     | Tessenderlo, Belgique     | Terre           | 25 000 $  | Anna-Lena Grönefeld  | 3-6, 5-7      |
| 2. | 23 janvier 2012   | Kaarst, Allemagne         | Synthétique     | 10 000 $  | Dinah Pfizenmaier    | 4-6, 4-6      |
| 3. | 15 octobre 2012   | Glasgow, Royaume-Uni      | Dur             | 25 000 $  | Samantha Murray      | 3-6, 6-2, 3-6 |
| 4. | 18 mars 2013      | Sunderland, Royaume-Uni   | Dur             | 15 000 $  | Anna-Lena Friedsam   | 2-6, 64-7     |
| 5. | 23 septembre 2013 | Loughborough, Royaume-Uni | Dur (int.)      | 25 000 $  | Anna-Lena Friedsam   | 3-6, 0-6      |
| 6. | 19 juin 2017      | Ilkley, Royaume-Uni       | Gazon           | 100 000 $ | Magdaléna Rybáriková | 5-7, 63-7     |
| 7. | 23 octobre 2017   | Poitiers, France          | Dur (int.)      | 100 000 $ | Mihaela Buzărnescu   | 4-6, 2-6      |
| 8. | 12 février 2024   | Altenkirchen, Allemagne   | Moquette (int.) | 60 000 $  | Julia Avdeeva        | 4-6, 4-6      |

### Titres en double
| #  | Date            | Tournoi                   | Surface | Dotation | Partenaire         | Adversaires                   | Score    |
| -- | --------------- | ------------------------- | ------- | -------- | ------------------ | ----------------------------- | -------- |
| 1. | 25 mars 2013    | Croissy-Beaubourg, France | Dur     | 50 000 $ | Anna-Lena Friedsam | Stéphanie Foretz Eva Hrdinová | 6-3, 6-4 |
| 2. | 11 juillet 2016 | Stockton, États-Unis      | Dur     | 50 000 $ | Kristýna Plíšková  | Robin Anderson Maegan Manasse | 6-2, 6-3 |

### Finale en double
| #  | Date        | Tournoi       | Surface | Dotation | Partenaire    | Adversaires                            | Score     |
| -- | ----------- | ------------- | ------- | -------- | ------------- | -------------------------------------- | --------- |
| 1. | 5 mars 2012 | Dijon, France | Dur     | 10 000 $ | Yana Sizikova | Diāna Marcinkēviča Despina Papamichail | 5-7, 67-7 |

## Parcours en Grand Chelem

### En simple dames
| Année | Open d'Australie | Open d'Australie   | Internationaux de France | Internationaux de France | Wimbledon       | Wimbledon            | US Open         | US Open             |
| ----- | ---------------- | ------------------ | ------------------------ | ------------------------ | --------------- | -------------------- | --------------- | ------------------- |
| 2013  | —                | —                  | —                        | —                        | Q2              | Mariana Duque Mariño | Q3              | Ajla Tomljanović    |
| 2014  | 1er tour (1/64)  | Virginie Razzano   | 1er tour (1/64)          | Tamira Paszek            | 2e tour (1/32)  | Dominika Cibulková   | 1er tour (1/64) | Varvara Lepchenko   |
| 2015  | 1er tour (1/64)  | Serena Williams    | 1/4 de finale            | Timea Bacsinszky         | 1er tour (1/64) | Bethanie Mattek      | 1er tour (1/64) | Jessica Pegula      |
| 2016  | 1er tour (1/64)  | Victoria Azarenka  | —                        | —                        | 1er tour (1/64) | Tara Moore           | 1er tour (1/64) | Wang Yafan          |
| 2017  | —                | —                  | 2e tour (1/32)           | Agnieszka Radwańska      | 1er tour (1/64) | Ekaterina Makarova   | 1er tour (1/64) | Zheng Saisai        |
| 2018  | 1er tour (1/64)  | Petra Martić       | 2e tour (1/32)           | Julia Görges             | 1/8 de finale   | Daria Kasatkina      | 1er tour (1/64) | Lesia Tsurenko      |
| 2019  | 1er tour (1/64)  | Caroline Wozniacki | 1er tour (1/64)          | S. Sorribes Tormo        | 2e tour (1/32)  | Ashleigh Barty       | 2e tour (1/32)  | Wang Qiang          |
| 2020  | 1er tour (1/64)  | Fiona Ferro        | 2e tour (1/32)           | Irina Maria Bara         | Annulé          | Annulé               | 1er tour (1/64) | Camila Giorgi       |
| 2021  | 2e tour (1/32)   | Yulia Putintseva   | 1er tour (1/64)          | Martina Trevisan         | 1er tour (1/64) | Elina Svitolina      | 1er tour (1/64) | Paula Badosa Gibert |
| 2022  | 2e tour (1/32)   | Wang Qiang         | 2e tour (1/32)           | Coco Gauff               | 1er tour (1/64) | Emma Raducanu        | 2e tour (1/32)  | Clara Burel         |
| 2023  | 1er tour (1/64)  | Petra Kvitová      | —                        | —                        | —               | —                    | —               | —                   |
| 2024  | —                | —                  | 1er tour (1/64)          | Tamara Zidanšek          | 1er tour (1/64) | Yuliia Starodubtseva | —               | —                   |

N.B. : à droite du résultat se trouve le nom de l'ultime adversaire.

### En double dames
| Année | Open d'Australie          | Open d'Australie   | Internationaux de France | Internationaux de France | Wimbledon                | Wimbledon          | US Open                      | US Open             |
| ----- | ------------------------- | ------------------ | ------------------------ | ------------------------ | ------------------------ | ------------------ | ---------------------------- | ------------------- |
| 2014  | —                         | —                  | —                        | —                        | —                        | —                  | 1er tour (1/32) Wickmayer    | McHale Schmiedlová  |
| 2015  | —                         | —                  | —                        | —                        | 3e tour (1/8) Chan H.-c. | Raquel Kops Spears | 1er tour (1/32) Gavrilova    | Dellacqua Shvedova  |
| 2016  | 1er tour (1/32) Wickmayer | Krejčíková Wang    | —                        | —                        | —                        | —                  | —                            | —                   |
|       |                           |                    |                          |                          |                          |                    |                              |                     |
| 2018  | 1er tour (1/32) Friedsam  | Plíšková Vekić     | 1er tour (1/32) Hercog   | Hozumi Ninomiya          | —                        | —                  | 1er tour (1/32) Flipkens     | Babos Mladenovic    |
| 2019  | 1er tour (1/32) Guarachi  | Sasnovich Townsend | 1er tour (1/32) Minella  | Diatchenko Dzalamidze    | 2e tour (1/16) Minnen    | Chan H.-c. L. Chan | —                            | —                   |
| 2020  | 1er tour (1/32) Minnen    | Aoyama Shibahara   | 2e tour (1/16) Minnen    | Kudermetova Zhang        | Annulé                   | Annulé             | 1er tour (1/16) Flipkens     | Melichar Xu         |
| 2021  | 1er tour (1/32) Lister    | Mertens Sabalenka  | 1er tour (1/32) Minnen   | Pavlyuchenkova Rybakina  | 2e tour (1/16) Minnen    | Kužmová Rus        | 1/8 de finale Minnen         | Hsieh Mertens       |
| 2022  | 1er tour (1/32) Tauson    | Linette Pera       | 2e tour (1/16) Niculescu | Gauff Pegula             | —                        | —                  | 1er tour (1/32) van der Hoek | Brantmeier Ngounoue |
| 2023  | 1/8 de finale Kalinina    | Chan H.-c. Yang    | —                        | —                        | —                        | —                  | —                            | —                   |

N.B. : le nom de la partenaire se trouve sous le résultat ; le nom des ultimes adversaires se trouve à droite.

## Parcours en «Premier» et «WTA 1000»
Les tournois WTA « Premier Mandatory » et « Premier 5 » (entre 2009 et 2020) et 1000 (à partir de 2021) constituent les catégories d'épreuves les plus prestigieuses, après les quatre levées du Chelem.

### En simple dames
| Année |              | Premier Mandatory             | Premier Mandatory           | Premier Mandatory          | Premier Mandatory            |       | Premier 5 | Premier 5                   | Premier 5                   | Premier 5                 | Premier 5              | Premier 5 | Premier 5                   |
| Année | Indian Wells | Miami                         | Madrid                      | Pékin                      |                              | Dubaï | Rome      | Canada                      | Cincinnati                  |                           | Wuhan                  |           |                             |
| Année | Indian Wells | Miami                         | Madrid                      | Pékin                      |                              | Doha  | Rome      | Canada                      | Cincinnati                  |                           | Guadalajara            |           |                             |
| Année | Indian Wells | Miami                         | Madrid                      | Pékin                      |                              |       | Rome      | Canada                      | Cincinnati                  |                           |                        |           |                             |
| 2014  |              | 1er tour (1/64) V. Lepchenko  |                             |                            |                              |       |           |                             |                             |                           |                        |           |                             |
| 2015  |              | 2e tour (1/32) E. Svitolina   | 2e tour (1/32) C. Giorgi    |                            | 2e tour (1/16) R. Vinci      |       |           |                             |                             | 1er tour (1/32) P. Hercog |                        |           |                             |
| 2016  |              | 1er tour (1/64) K. Bondarenko | 1er tour (1/64) Peng S.     |                            |                              |       |           |                             |                             |                           |                        |           |                             |
| 2018  |              | 1er tour (1/64) Y. Putintseva | 2e tour (1/32) A. Radwańska | 1er tour (1/32) E. Mertens | 1er tour (1/32) K. Siniaková |       |           |                             | 2e tour (1/16) C. Wozniacki | 2e tour (1/16) A. Barty   |                        |           | 1er tour (1/32) G. Muguruza |
| 2019  |              | 2e tour (1/32) B. Bencic      |                             | 1er tour (1/32) B. Bencic  |                              |       |           |                             |                             |                           |                        |           |                             |
| 2020  |              |                               |                             |                            |                              |       |           | 2e tour (1/16) E. Rybakina  |                             |                           | 1er tour (1/32) A. Rus |           |                             |
|       |              | WTA 1000                      |                             |                            |                              |       |           |                             |                             |                           |                        |           |                             |
| 2021  |              |                               |                             |                            |                              |       |           |                             |                             | 1er tour (1/32) D. Vekić  |                        |           |                             |
| 2022  |              | 2e tour (1/32) E. Rybakina    | 1er tour (1/64) M. Kostyuk  |                            |                              |       |           | 2e tour (1/16) J. Teichmann |                             |                           |                        |           |                             |

Sous le résultat, l’ultime adversaire.

## Parcours aux Jeux olympiques

### En simple dames
| # | Date       | Nom de l'olympiade         | Surface    | Résultat      | Ultime adversaire | Score    |          |
| - | ---------- | -------------------------- | ---------- | ------------- | ----------------- | -------- | -------- |
| 1 | 31/07/2021 | Olympic Tennis Event Tokyo | Dur (ext.) | 1/8 de finale | Garbiñe Muguruza  | 6-4, 6-1 | Parcours |

### En double dames
| # | Date       | Nom de l'olympiade         | Surface    | Résultat        | Partenaire    | Ultimes adversaires                   | Score     |          |
| - | ---------- | -------------------------- | ---------- | --------------- | ------------- | ------------------------------------- | --------- | -------- |
| 1 | 31/07/2021 | Olympic Tennis Event Tokyo | Dur (ext.) | 1er tour (1/16) | Elise Mertens | Garbiñe Muguruza Carla Suárez Navarro | 6-3, 7-64 | Parcours |

## Parcours en Fed Cup
| #                                                                 | Date       | Lieu                 | Surface      | Gagnante(s)                         | Perdante(s)                             | Score          |          |
| ----------------------------------------------------------------- | ---------- | -------------------- | ------------ | ----------------------------------- | --------------------------------------- | -------------- | -------- |
|                                                                   |            |                      |              |                                     |                                         |                |          |
| 2012 - 1er tour (groupe mondial) - Belgique - Serbie - 2 : 3      |            |                      |              |                                     |                                         |                |          |
| 1                                                                 | 04/02/2012 | Charleroi            | Dur (int.)   | Bojana Jovanovski Aleksandra Krunić | Yanina Wickmayer Alison Van Uytvanck    | 7-62, 4-6, 6-1 | Parcours |
|                                                                   |            |                      |              |                                     |                                         |                |          |
| 2012 - Barrage (groupe mondial I) - Japon - Belgique - 4 : 1      |            |                      |              |                                     |                                         |                |          |
| 2                                                                 | 21/04/2012 | Tokyo                | Dur (int.)   | Ayumi Morita                        | Alison Van Uytvanck                     | 6-4, 6-4       | Parcours |
| 2                                                                 | 21/04/2012 | Tokyo                | Dur (int.)   | Alison Van Uytvanck                 | Kurumi Nara                             | 7-62, 6-0      | Parcours |
| 2                                                                 | 21/04/2012 | Tokyo                | Dur (int.)   | Kimiko Date-Krumm Rika Fujiwara     | Ysaline Bonaventure Alison Van Uytvanck | 6-2, 6-4       | Parcours |
|                                                                   |            |                      |              |                                     |                                         |                |          |
| 2013 - 1er tour (groupe mondial II) - Suisse - Belgique - 4 : 1   |            |                      |              |                                     |                                         |                |          |
| 3                                                                 | 09/02/2013 | Berne                | Terre (int.) | Stefanie Vögele                     | Alison Van Uytvanck                     | 6-2, 7-64      | Parcours |
| 3                                                                 | 09/02/2013 | Berne                | Terre (int.) | Timea Bacsinszky Amra Sadiković     | Ysaline Bonaventure Alison Van Uytvanck | 6-4, 6-4       | Parcours |
|                                                                   |            |                      |              |                                     |                                         |                |          |
| 2013 - Barrage (groupe mondial II) - Belgique - Pologne - 1 : 4   |            |                      |              |                                     |                                         |                |          |
| 4                                                                 | 20/04/2013 | Coxyde               | Dur (int.)   | Agnieszka Radwańska                 | Alison Van Uytvanck                     | 6-2, 6-4       | Parcours |
| 4                                                                 | 20/04/2013 | Coxyde               | Dur (int.)   | Urszula Radwańska                   | Alison Van Uytvanck                     | 6-1, 6-4       | Parcours |
|                                                                   |            |                      |              |                                     |                                         |                |          |
| 2017 - Barrage (groupe mondial I) - Russie - Belgique - 2 : 3     |            |                      |              |                                     |                                         |                |          |
| 5                                                                 | 22/04/2017 | Moscou               | Terre (int.) | Elena Vesnina                       | Alison Van Uytvanck                     | 6-3, 6-4       | Parcours |
|                                                                   |            |                      |              |                                     |                                         |                |          |
| 2018 - 1/4 de finale (groupe mondial) - France - Belgique - 3 : 2 |            |                      |              |                                     |                                         |                |          |
| 6                                                                 | 10/02/2018 | Mouilleron-le-Captif | Dur (int.)   | Alison Van Uytvanck                 | Pauline Parmentier                      | 6-1, 6-3       | Parcours |
|                                                                   |            |                      |              |                                     |                                         |                |          |
| 2018 - Barrage (groupe mondial I) - Italie - Belgique - 0 : 4     |            |                      |              |                                     |                                         |                |          |
| 7                                                                 | 21/04/2018 | Gênes                | Terre (int.) | Alison Van Uytvanck                 | Sara Errani                             | 6-4, 66-7, 6-2 | Parcours |
|                                                                   |            |                      |              |                                     |                                         |                |          |
| 2019 - 1/4 de finale (groupe mondial) - Belgique - France - 1 : 3 |            |                      |              |                                     |                                         |                |          |
| 8                                                                 | 09/02/2019 | Liège                | Dur (int.)   | Caroline Garcia                     | Alison Van Uytvanck                     | 7-62, 4-6, 6-2 | Parcours |
|                                                                   |            |                      |              |                                     |                                         |                |          |
| 2019 - Barrage (groupe mondial I) - Belgique - Espagne - 2 : 3    |            |                      |              |                                     |                                         |                |          |
| 9                                                                 | 20/04/2019 | Courtrai             | Dur (int.)   | Carla Suárez Navarro                | Alison Van Uytvanck                     | 6-3, 6-2       | Parcours |

## Classements en fin de saison
| Année          | 2010 | 2011 | 2012 | 2013 | 2014 | 2015 | 2016 | 2017 | 2018 | 2019 | 2020 | 2021 | 2022 | 2023 |
| Rang en simple | 829  | 297  | 220  | 129  | 80   | 42   | 123  | 75   | 50   | 47   | 63   | 68   | 54   | 299  |
| Rang en double | –    | 988  | 319  | 508  | 365  | 107  | 290  | –    | 186  | 123  | 102  | 87   | 183  | 348  |

Source : (en) Classements de Alison Van Uytvanck sur le site officiel de la Fédération internationale de tennis

## Records et statistiques

### Victoires sur le top 10
Toutes ses victoires sur des joueuses classées dans le top 10 de la WTA lors de la rencontre.
| Légende      |
| Grand Chelem |
| WTA 1000     |
| WTA 500      |
| WTA 250      |
| Fed Cup      |

| # |       | Tournoi   | Année | Surface | Adversaire       | Rang | Tour | Score         | Tableau |
| 1 | no 47 | Wimbledon | 2018  | Gazon   | Garbiñe Muguruza | no 3 | 1/32 | 5-7, 6-2, 6-1 | Tableau |

### Ses trois meilleures victoires en simple par saison
| 2010 1. Audrey Bergot - 325e - 7-5, 7-6 2. Sandra Martinović - 417e - 6-2, 6-3 3. Karen Barbat - 485e - 4-6, 6-4, 6-2 | 2011 1. P. Schnyder - 58e - 6-3, 2-6, 6-2 2. V. Dolonc - 97e- 6-3, 6-1 3. Sandra Záhlavová - 100e - 6-4, 5-7, 7-5 | 2012 1. K. Pervak - 39e - 6-3, 5-7, 6-4 2. C. Scheepers - 45e - 4-6, 6-4, 6-2 3. T. Maria - 112e - 7-6, 6-3 | 2013 1. A. Morita - 49e - 6-4, 6-0 2. Y. Wickmayer - 59e - 6-4, 6-2 3. Dinah Pfizenmaier - 98e - 7-6, 6-3 |

| 2014 1. D. Hantuchová - 57e - 3-6, 6-2, 6-4 2. M. Niculescu - 67e - 7-5, 6-3 3. S. Vögele - 69e - 5-7, 6-2, 6-2 | 2015 1. A. Ivanović - 12e - 6-4, 65-7, 7-5 2. A. K. Schmiedlová - 27e - 6-2, 6-4 3. Z. Diyas - 32e - 0-6, 6-1, 6-4 | 2016 1. Carina Witthöft - 63e - 6-2, 7-65 2. Irina Falconi - 80e - 6-4, 6-2 3. Heather Watson - 85e - 6-4, 3-6, 6-4 | 2017 1. J. Larsson - 52e - 5-7, 6-2, 6-4 2. Naomi Osaka - 55e - 6-3, 7-5 3. Tatjana Maria - 58e - 6-1, 6-2 |

| 2018 1. G. Muguruza - 3e - 5-7, 6-2, 6-1 2. A. Kontaveit - 27e - 6-2, 6-3 3. B. Strýcová - 29e - 3-6, 6-4, 6-4 | 2019 1. K. Siniaková - 38e - 6-2, 3-6, 6-3 2. Alison Riske - 46e - 7-61, 6-4 3. K. Flipkens - 55e - 6-2, 6-4 | 2020 1. K. Mladenovic - 37e - 6-4, 6-1 2. P. Hercog- 42e - 6-2, 6-2 3. C. Garcia - 46e - 6-2, 6-2 | 2021 1. P. Kvitová- 13e - 5-7, 6-3, 6-0 2. Y. Putintseva - 47e - 1-6, 6-4, 6-3 3. Hsieh Su-wei - 68e - 6-2, 6-0 |  |

| 2022 1. Elise Mertens- 29e - 6-2, 6-3 2. Ann Li - 67e - 3-6, 2-3 Ab. 3. V. Gracheva - 71e - 6-2, 6-4 |

Source : (en) Résultats d'Alison Van Uytvanck sur le site officiel du WTA Tour (Matches)